# Liste der Bodendenkmäler in Freudenberg (Oberpfalz)
Auf dieser Seite sind die Bodendenkmäler in der Oberpfälzer Gemeinde Freudenberg zusammengestellt. Diese Tabelle ist eine Teilliste der Liste der Bodendenkmäler in Bayern. Grundlage ist die Bayerische Denkmalliste, die auf Basis des Bayerischen Denkmalschutzgesetzes vom 1. Oktober 1973 erstmals erstellt wurde und seither durch das Bayerische Landesamt für Denkmalpflege geführt wird. Die folgenden Angaben ersetzen nicht die rechtsverbindliche Auskunft der Denkmalschutzbehörde.

## Bodendenkmäler in Freudenberg
| Lage                               | Objekt | Akten-Nr.     | Bild |
| ---------------------------------- | --- | ------------- | ---- |
| Hirschau (Standort)                | Vorgeschichtlicher Bestattungsplatz mit Grabhügel. | D-3-6437-0001 |      |
| Freudenberg (Oberpfalz) (Standort) | Vorgeschichtlicher Bestattungsplatz mit verebneten Grabhügeln. | D-3-6437-0042 |      |
| Freudenberg (Oberpfalz) (Standort) | Vorgeschichtlicher Bestattungsplatz mit Grabhügeln. | D-3-6437-0043 |      |
| Freudenberg (Oberpfalz) (Standort) | Vorgeschichtlicher Bestattungsplatz mit Grabhügel. | D-3-6437-0044 |      |
| Freudenberg (Oberpfalz) (Standort) | Vorgeschichtlicher Bestattungsplatz mit Grabhügeln. | D-3-6537-0003 |      |
| Freudenberg (Oberpfalz) (Standort) | Vorgeschichtlicher Bestattungsplatz mit Grabhügel. | D-3-6537-0004 |      |
| Freudenberg (Oberpfalz) (Standort) | Archäologische Befunde im Bereich der mittelalterlichen Burgruine von Aschach. | D-3-6537-0005 |      |
| Freudenberg (Oberpfalz) (Standort) | Bestattungsplatz vor- und frühgeschichtlicher Zeitstellung oder des Mittelalters. | D-3-6537-0007 |      |
| Freudenberg (Oberpfalz) (Standort) | Vorgeschichtlicher Ringwall, Höhensiedlungen der Spätbronzezeit, der Urnenfelderzeit und der Hallstattzeit.                                                                                                | D-3-6537-0008 |      |
| Freudenberg (Oberpfalz) (Standort) | Vorgeschichtlicher Bestattungsplatz mit Grabhügeln. | D-3-6537-0010 |      |
| Freudenberg (Oberpfalz) (Standort) | Mittelalterlicher Burgstall. | D-3-6537-0026 |      |
| Freudenberg (Oberpfalz) (Standort) | Vorgeschichtlicher Bestattungsplatz mit Grabhügeln. | D-3-6537-0027 |      |
| Freudenberg (Oberpfalz) (Standort) | Bestattungsplatz der Bronzezeit und der Späthallstatt-/Frühlatènezeit mit teils verebneten Grabhügeln. | D-3-6537-0030 |      |
| Freudenberg (Oberpfalz) (Standort) | Vorgeschichtlicher Bestattungsplatz mit verebneten Grabhügeln. | D-3-6537-0031 |      |
| Freudenberg (Oberpfalz) (Standort) | Vorgeschichtlicher Bestattungsplatz mit Grabhügel. | D-3-6537-0032 |      |
| Freudenberg (Oberpfalz) (Standort) | Archäologische Befunde des Mittelalters und der frühen Neuzeit im Bereich des sogenannten Neuen Schlosses in Lintach, darunter die Spuren von Vorgängerbauten bzw. älterer Bauphasen.                      | D-3-6537-0046 |      |
| Freudenberg (Oberpfalz) (Standort) | Archäologische Befunde des Mittelalters und der frühen Neuzeit im Bereich des sogenannten Alten Schlosses in Lintach, darunter die Spuren von Vorgängerbauten bzw. älterer Bauphasen.                      | D-3-6537-0047 |      |
| Freudenberg (Oberpfalz) (Standort) | Archäologische Befunde des Mittelalters und der frühen Neuzeit im Bereich der Kath. Pfarrkirche St. Walburga in Lintach, darunter die Spuren von Vorgängerbauten bzw. älterer Bauphasen.                   | D-3-6537-0048 |      |
| Freudenberg (Oberpfalz) (Standort) | Vorgeschichtlicher Bestattungsplatz mit Grabhügeln. | D-3-6537-0096 |      |
| Freudenberg (Oberpfalz) (Standort) | Bestattungsplatz des Frühmittelalters. | D-3-6537-0100 |      |
| Freudenberg (Oberpfalz) (Standort) | Mittelalterliche Wüstung. | D-3-6537-0105 |      |
| Freudenberg (Oberpfalz) (Standort) | Mittelalterlicher Burgstall mit zugehörigem Turmhügel, untertägigen Befunde des abgegangenen frühneuzeitlichen Schlosses von Freudenberg.                                                                  | D-3-6537-0153 |      |
| Freudenberg (Oberpfalz) (Standort) | Vorgeschichtlicher Bestattungsplatz mit Grabhügel. | D-3-6537-0154 |      |
| Freudenberg (Oberpfalz) (Standort) | Archäologische Befunde des Mittelalters und der frühen Neuzeit im Bereich der Kath. Kapelle St. Jakob in Freudenberg, darunter die Spuren von Vorgängerbauten bzw. älterer Bauphasen.                      | D-3-6537-0155 |      |
| Freudenberg (Oberpfalz) (Standort) | Archäologische Befunde des Mittelalters und der frühen Neuzeit im Bereich der Kath. Wallfahrtskirche St. Johannes Baptist bei Freudenberg, darunter die Spuren von Vorgängerbauten bzw. älterer Bauphasen. | D-3-6537-0156 |      |
| Freudenberg (Oberpfalz) (Standort) | Archäologische Befunde des Mittelalters und der frühen Neuzeit im Bereich der Kath. Pfarrkirche St. Martin in Wutschdorf, darunter die Spuren von Vorgängerbauten bzw. älterer Bauphasen.                  | D-3-6537-0157 |      |
| Freudenberg (Oberpfalz) (Standort) | Bestattungsplatz der Bronzezeit mit verebneten Grabhügeln. | D-3-6537-0162 |      |
| Freudenberg (Oberpfalz) (Standort) | Mesolithische Freilandstation. | D-3-6537-0163 |      |
| Freudenberg (Oberpfalz) (Standort) | Archäologische Befunde des Mittelalters und der frühen Neuzeit im Bereich der Kath. Filialkirche St. Peter und Paul in Paulsdorf, darunter die Spuren von Vorgängerbauten bzw. älterer Bauphasen.          | D-3-6537-0165 |      |
| Freudenberg (Oberpfalz) (Standort) | Archäologische Befunde des Mittelalters und der frühen Neuzeit im Bereich der Kath. Pfarrkirche St. Ursula in Pursruck, darunter die Spuren von Vorgängerbauten bzw. älterer Bauphasen.                    | D-3-6537-0167 |      |
| Freudenberg (Oberpfalz) (Standort) | Archäologische Befunde des Mittelalters und der frühen Neuzeit in der Dorfwüstung Götzendorf. | D-3-6537-0172 |      |
| Freudenberg (Oberpfalz) (Standort) | Archäologische Befunde des Mittelalters und der frühen Neuzeit im Bereich der Kath. Pfarrkirche St. Ägidius in Aschach, darunter die Spuren von Vorgängerbauten bzw. älterer Bauphasen.                    | D-3-6537-0173 |      |
| Freudenberg (Oberpfalz) (Standort) | Abschnittbefestigung vor- und frühgeschichtlicher Zeitstellung. | D-3-6537-0201 |      |
| Freudenberg (Oberpfalz) (Standort) | Verebnete Wallanlage vor- und frühgeschichtlicher Zeitstellung oder des Mittelalters. | D-3-6538-0018 |      |
| Freudenberg (Oberpfalz) (Standort) | Archäologische Befunde des Mittelalters und der frühen Neuzeit im Bereich der Kath. Expositurkirche St. Barbara in Etsdorf, darunter die Spuren von Vorgängerbauten bzw. älterer Bauphasen.                | D-3-6538-0034 |      |